# Oulactis australis
Oulactis australis is een zeeanemonensoort uit de familie Actiniidae.
Oulactis australis is voor het eerst wetenschappelijk beschreven door Lager in 1911.